# The Silent Force
The Silent Force är den nederländska symphonic metal-gruppen Within Temptations tredje studioalbum, utgivet den 15 november 2004. Alla låtarna på detta albumet är skrivna av Sharon den Adel och Robert Westerholt men "It's The Fear" är skriven av Sharon den Adel.

## Låtlista
1. Intro - 01:58
2. See Who I Am - 04:52
3. Jillian (I'd Give My Heart) - 04:47
4. Stand My Ground - 04:28
5. Pale - 04:28
6. Forsaken - 04:54
7. Angels - 04:00
8. Memories - 03:51
9. Aquarius - 04:47
10. It's The Fear - 04:07
11. Somewhere - 04:14

## Bonusspår
1. "A Dangerous Mind" - 04:17
2. "The Swan Song" - 03:58 (bonusspår)

## Singlar
- Stand My Ground
- Memories
- Angels
- Jillian (I'd Give My Heart)

## Medverkande
- Sharon den Adel - sång
- Robert Westerholt - gitarr
- Martijn Spierenburg - klaviatur
- Jeroen van Veen - elbas
- Ruud Jolie - gitarr
- Stephen van Haestregt - trummor

- Isaac Muller, Siard de Jong - keltiska musikinstrument